# ランバート・ダンス・カンパニー
ランバート・ダンス・カンパニー（Rambert Dance Company、2014年以降はランバート（Rambert）に改称）は、イギリスを代表するダンス・カンパニーである。20世紀初頭にクラシック・バレエ団として結成され、イギリスのダンスの発展に多大な影響を与えた他、現在もコンテンポラリー・ダンス・カンパニーとして世界で最も有名なカンパニーのひとつであり続けている。バレエ・クラブ（Ballet Club）あるいはバレエ・ランバート（Ballet Rambert）という旧称でも知られる。

## 歴史
創設者マリー・ランバートはポーランドのワルシャワ生まれで、イザドラ・ダンカンの公演を見てダンサーになることを志した。パリに出て単独公演をしたり教師として活動した後、『春の祭典』の振付を行ったヴァーツラフ・ニジンスキーのアシスタントとして、セルゲイ・ディアギレフのバレエ・リュスで働いた。このとき、バレエ・リュスにリトミック教育をもたらしている。バレエ・リュスで1年間働くうちに、クラシック・バレエに対する感謝の気持ちが高まり、伝統的なダンス形式と新しいダンス形式を組み合わせる情熱が生まれた。第一次世界大戦中にイギリスに定住し、劇作家のアシュリー・デュークスと結婚した。ディアギレフとの縁から、有名なイタリアのバレエマスターエンリコ・チェケッティの下で学ぶことができ、バレエ団のコール・ド・バレエとなった。1919年にロンドンのノッティング・ヒル・ゲートにダンス・スクールを設立してチェケッティ・メソッドを教えるようになり、1920年からは職業バレエ教師として教えるようになった。この学校がランバート・ダンス・カンパニーの基盤となった。
1926年、ランバートは学校の生徒からなるダンス・グループを結成した。これはランバート・ダンサーズとして知られ、ロンドン市内のさまざまな会場でレヴューを行った。1930年にはランバートの夫が所有していたロンドンのマーキュリー・シアターを拠点とするバレエ・クラブとして再編された。バレエ・クラブは、ランバートが見出だした才能あるダンサーを団員とし、イギリスで設立された最初のクラシック・バレエ団となった。現在に至るまで、ランバート・ダンス・カンパニーはイギリスで最古のダンス・カンパニーとして存続している。マーキュリー・シアターを拠点としながらも全国を巡演するツアー・カンパニーとして有名で、バレエ・ランバートの名で知られるようになった。これは、1980年代にランバート・ダンス・カンパニーに改称されるまで、広く認知されていた名称でもある。
バレエ・リュスは1929年のセルゲイ・ディアギレフの死後解散していたが、ランバートの元同僚のうちの何人かはバレエ・ランバート草創期に団員として活動しており、後にニネット・ド・ヴァロアのヴィック・ウェルズ・バレエ（現ロイヤル・バレエ団）のスターとなるアリシア・マルコワとアントン・ドーリンも参加していた。
また、フレデリック・アシュトン、アントニー・チューダー、アグネス・デ＝ミル、アンドレ・ハワード、パール・アーガイル、ウォルター・ゴア、ペギー・ヴァン・プラフなど、バレエ・ランバートに出演していて後に国際的に有名なダンサーあるいは振付家となった者も多い。

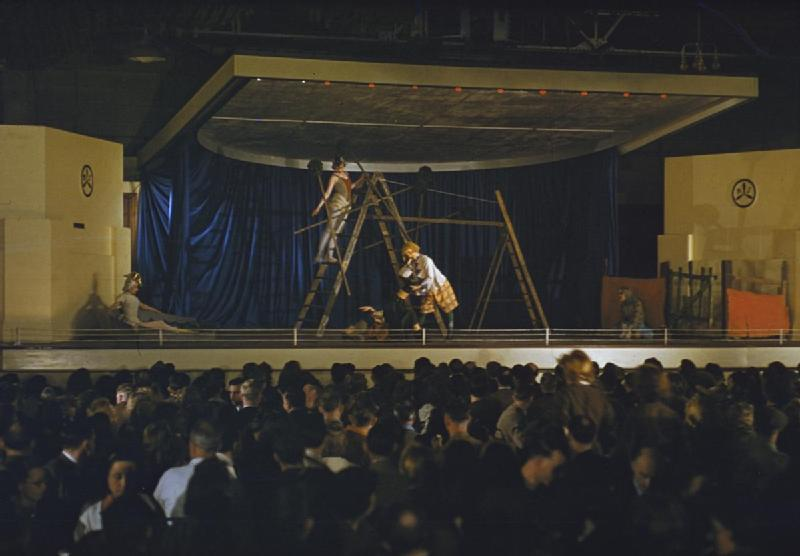
第二次世界大戦中、CEMA（音楽芸術奨励評議会）の後援により英国の航空機工場で慰問公演を行うバレエ・ランバート。食堂でのランチタイム中に、工場の労働者の前で『ピーターと狼』を上演している。

1970年代には、最初は舞台上、さらに後にはBBCテレビで、団名をアナグラムにしたバートラム・バテルズ・サイド・ショー（Bertram Batell's Side Show）を通じて若い観衆の興味を引くショーも行っていた。
英国のバレエ文化を力強く発展させ、堅実なクラシック・トレーニングを広めていく一方で、ランバートは常にバレエ・ランバートがダンスの新しいトレンドを定めるのだという目標を持っていた。その結果、バレエ・ランバートは、20世紀で最も革新的なバレエ団のひとつとして認められ、世界的に有名な振付家を何人も輩出した。20世紀の半ばまでに、英国を代表するクラシック・バレエ団としての地位はロイヤル・バレエ団に移ったため、ランバートはバレエ・ランバートの活動を多様化し、現代的あるいは新古典的な作品をレパートリーに導入することにした。1960年代にはクラシック・バレエを離れてコンテンポラリー・ダンスの発展に専念した。以来、バレエ・ランバートはこの分野で世界的な名声を築き上げ、1987年にランバート・ダンス・カンパニーに改称した。さらに2013年にはダンス・カンパニーも外され、単にランバートとなった。
ランバートは、自前の楽団であるランバート・オーケストラ（以前はロンドン・ムジキ）を伴って毎年英国ツアーを行っており、サドラーズ・ウェルズ劇場やブライトンのシアター・ロイヤル、グレーター・マンチェスターのサルフォードにあるザ・ロウリーなどで公演を行っている。2013年11月にはロンドンのチズウィックからサウスバンクに新築した新社屋に移転した。この敷地は、毎年ダンス教育プログラムによる奉仕活動を提供することを条件に、コイン・ストリート・コミュニティ・ビルダーズから提供されたものである。新社屋では、ランバートの歴史上はじめて、専用の収蔵室に収められた広範かつ貴重な資料を一般に公開している。新社屋は、2014年3月21日にエディンバラ公を伴ったエリザベス2世女王の臨席を賜って正式にオープンした。

### メンバー
過去の団員には、フレデリック・アシュトン、アントニー・チューダー、ダイアナ・グールド（ユーディ・メニューインの妻）、オードリー・ヘプバーン、モード・ロイド、サリー・ギルモア、ベリル・ゴールドウィン、ルセット・アルドゥス、クリストファー・ブルース、ノーマン・モリスなどの著名な人物が含まれる。

### 芸術監督
2017年までは同団の元ダンサーであるマーク・ボールドウィンが芸術監督を務め、エグゼクティブ・ディレクターはヘレン・シュートであった。後任の芸術監督選びに手間取ったが、2018年10月にベノワ・スワン・プーフェが就任した。
2005年、英国物理学会から1905年のアルベルト・アインシュタインによる画期的な科学的アイデア（特殊相対性理論における光速度不変の原理）の発見100周年を記念するダンスの制作を委嘱された。マーク・ボールドウィンが振付したこの作品は、『Constant Speed』と名付けられた。
2009年にはジュリアン・アンダーソンの音楽とカデル・アチアによる美術による『The Comedy of Change』のツアーを行った。振付はマーク・ボールドウィンによるもので、ボールドウィンいわく「これは、約30年来の友人であるスティーブン・ケインズの思いつきから始まった。彼の母の父はダーウィンの息子で、彼はひ孫にあたる。彼はジョン・メイナード・ケインズの甥でもあるので、バレリーナのリディア・ロポコワは当然彼の叔母である。彼は、2009年のダーウィンの年を記念して作品を作ることを提案した」。

### ランバート・スクール
ランバートが1919年に設立したランバート・バレエ・スクールは、ダンス・カンパニーの変化と革新を反映して何度か再編され、ランバートの名を冠するダンス・スクールが3校存在していた。そのうち1つは閉鎖されたが、2つは後に合併して現在も存続している。
現在の学校はロンドンのトゥイッケナムにあり、2001年にウェスト・ロンドン高等教育研究所の一部となった。これは後にブルネル大学に編入されたが、ランバート・スクールは2003年に分離独立して、現在はランバート・スクール・オブ・バレエ・アンド・コンテンポラリー・ダンスとなっている。 2年間の準学士課程、3年間の学士課程、3年間の職業コース、さらに大学院博士課程を提供している。卒業生はランバート・ダンス・カンパニーのみならず、オランダ国立バレエ、ノーザン・バレエ団、スコティッシュ・バレエ団、ボストン・バレエ、ネザーランド・ダンス・シアター、マース・カニングハム・ダンス・カンパニー、リチャード・アルストン・ダンス・カンパニー、ベジャール・バレエ、スコティッシュ・ダンス・シアターなど世界中のダンス・カンパニーに在籍している。ランバート・スクールは舞台芸術に関する高等職業教育を行うコンセルヴァトワール・フォー・ダンス・アンド・ドラマに加盟している。現在、アマンダ・ブリトンが校長兼芸術監督を務めている。

## 訳注
1. ↑  リディア・ロポコワはジョン・メイナード・ケインズの妻である。
2. ↑  チャールズ・ダーウィンは1809年生であり、2009年は生誕200周年にあたる。

## レビュー
- Ballet Magazine by Lynette Halewood, October 1998